# 阿尔贝托·约里
阿尔贝托·约里（1965年7月2日—），意大利历史学家、哲学家，目前是德國杜賓根大學哲學系的教授。他同時也是亞里斯多德哲學的專家，在2003年，他藉由關於亞里斯多德的專著獲得了歷史學國際學術獎（International Academy for the History of Science）。他對於醫學與醫學倫理學史也有重要的貢獻。他著有《历史学的理论和实际》等名著，其最等广为引用的名言是：“一切历史都是当代史”。